# Chrysophyllum bombycinum
Chrysophyllum bombycinum är en tvåhjärtbladig växtart som beskrevs av Terence Dale Pennington. Chrysophyllum bombycinum ingår i släktet Chrysophyllum och familjen Sapotaceae. IUCN kategoriserar arten globalt som nära hotad. Inga underarter finns listade i Catalogue of Life.